# Камоцька Світлана Володимирівна
Світла́на Володи́мирівна Камо́цька (* 1964) — радянська і білоруська лижниця. Чемпіонка СРСР.

## З життєпису
Народилась 1964 року в місті Хмельницький. Чемпіонка СРСР-1988 і -1989 з лижних перегонів — страфета 4*5 км та командна гонка на 20 км відповідно. Срібна призерка чемпіонату СРСР-1990.
Виступала за збірну Білорусі. Учасниця Олімпійських ігор-1994 і 1998 років.
Чоловік — Камоцький Віктор Євгенович. Надалі — тренерка; майстер спорту Білорусі міжнародного класу.